# Cees Pouderoyen
Cornelis (Cees) Pouderoyen (Rotterdam, 7 maart 1912 - Heerlen, 19 april 1993)  was een Nederlands architect.
Pouderoyen studeerde na zijn HBS-B bouwkunde aan de Technische Hogeschool in Delft. Een van zijn leermeesters was M.J. Granpré Molière. Hier kreeg Pouderoyen interesse voor stedenbouw, en hij maakte kennis met de traditionalistische stroming de Delftse School.  In de jaren veertig en vijftig werd hij een veelgevraagd architect voor stedenbouwkundige projecten.
In 1948 vestigde Pouderoyen zich in Nijmegen, en ging een samenwerking aan met Johann George Deur in 'architectenbureau Irs. J.G. Deur en C. Pouderoyen'. Deze samenwerking duurde tot 1964, nadat Deur kwam te overlijden. Bij de architectuurstroming de Bossche School was Pouderoyen naast Hans van der Laan de belangrijkste docent. Zijn werkzame periode eindigde in 1977.

## Projecten

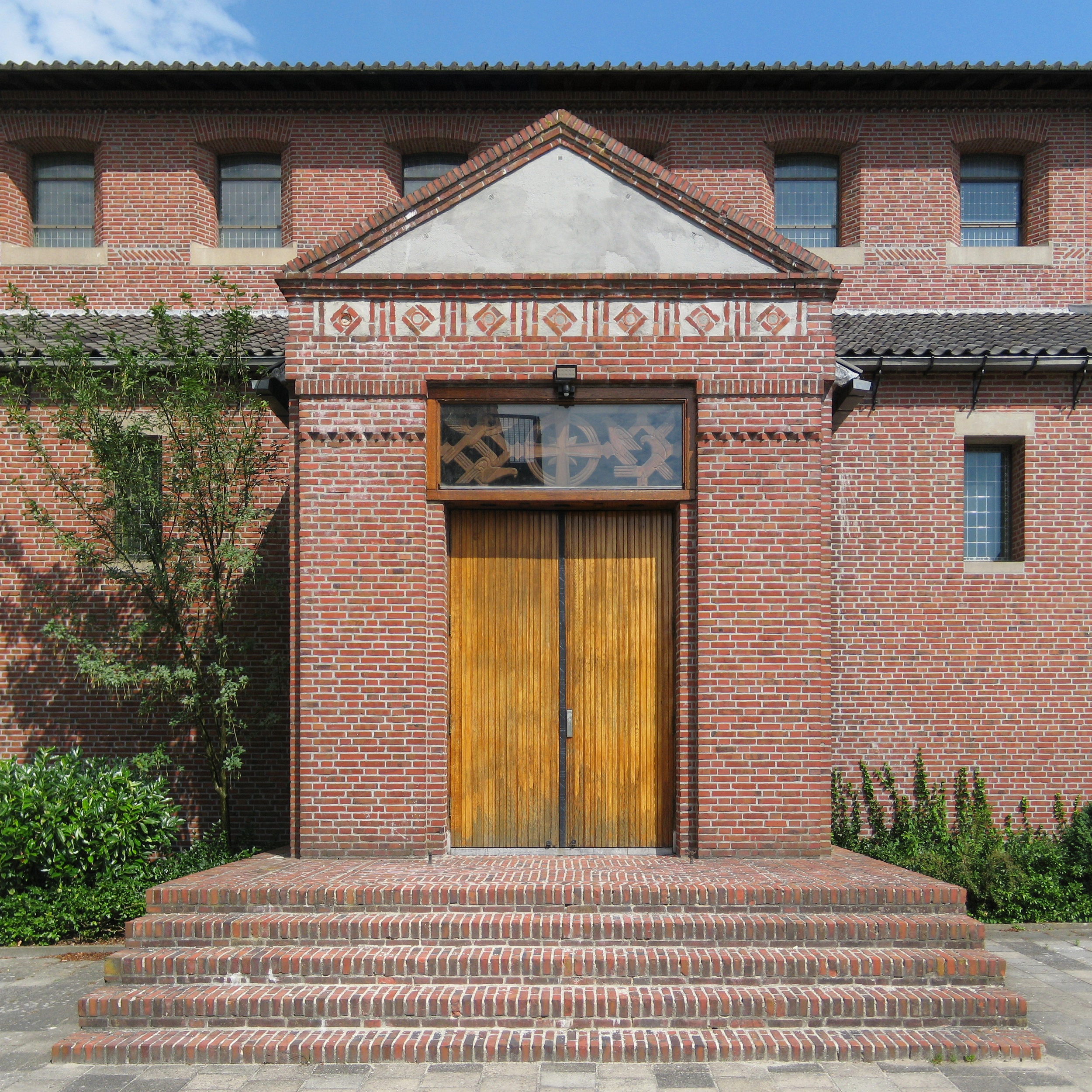
De zuidelijke ingang van de San Salvatorkerk in Groningen in 2010

Hieronder een onvolledige opsomming van zijn projecten.

### Bilthoven
- Laurentiuskerk (gesloopt in 2014)

### Breedeweg
- Antonius van Paduakerk

### Groningen
- San Salvatorkerk

### Kerkdriel
- Sint-Martinuskerk

### Nijmegen
- Katholieke technische school Dr. Poels
- Klooster Doddendaal (deels gesloopt)
- Hatertse Hei, woonwijk

### Rhenen
- Wederopbouw: 162 woningen

- Nederlandse Thesaurus van Auteursnamen: 073969745
- RKD-Nederlands Instituut voor Kunstgeschiedenis: 279567
- Virtual International Authority File: 281004847
- WorldCat: E39PBJyMbQtD6C4kwHj8CPJqwC